# 西尔维娅·休姆
西尔维娅·休姆（英語：Sylvia Hume，1968年2月1日—），新西兰女子游泳运动员。她曾代表新西兰参加1986年英联邦运动会游泳比赛，获得一枚金牌。她也曾参加1988年夏季奥林匹克运动会。